# 版納蝴蝶蘭
版纳蝴蝶兰（學名：Phalaenopsis mannii）是兰科蝴蝶蘭屬植物，又名曼氏蝴蝶蘭、曼尼氏蝴蝶蘭，為附生蘭，分布於尼泊爾、印度、缅甸、越南以及中国大陆的云南等地，生长於海拔1350米左右的地区，多见於常绿阔叶林中树干上。

## 外部链接

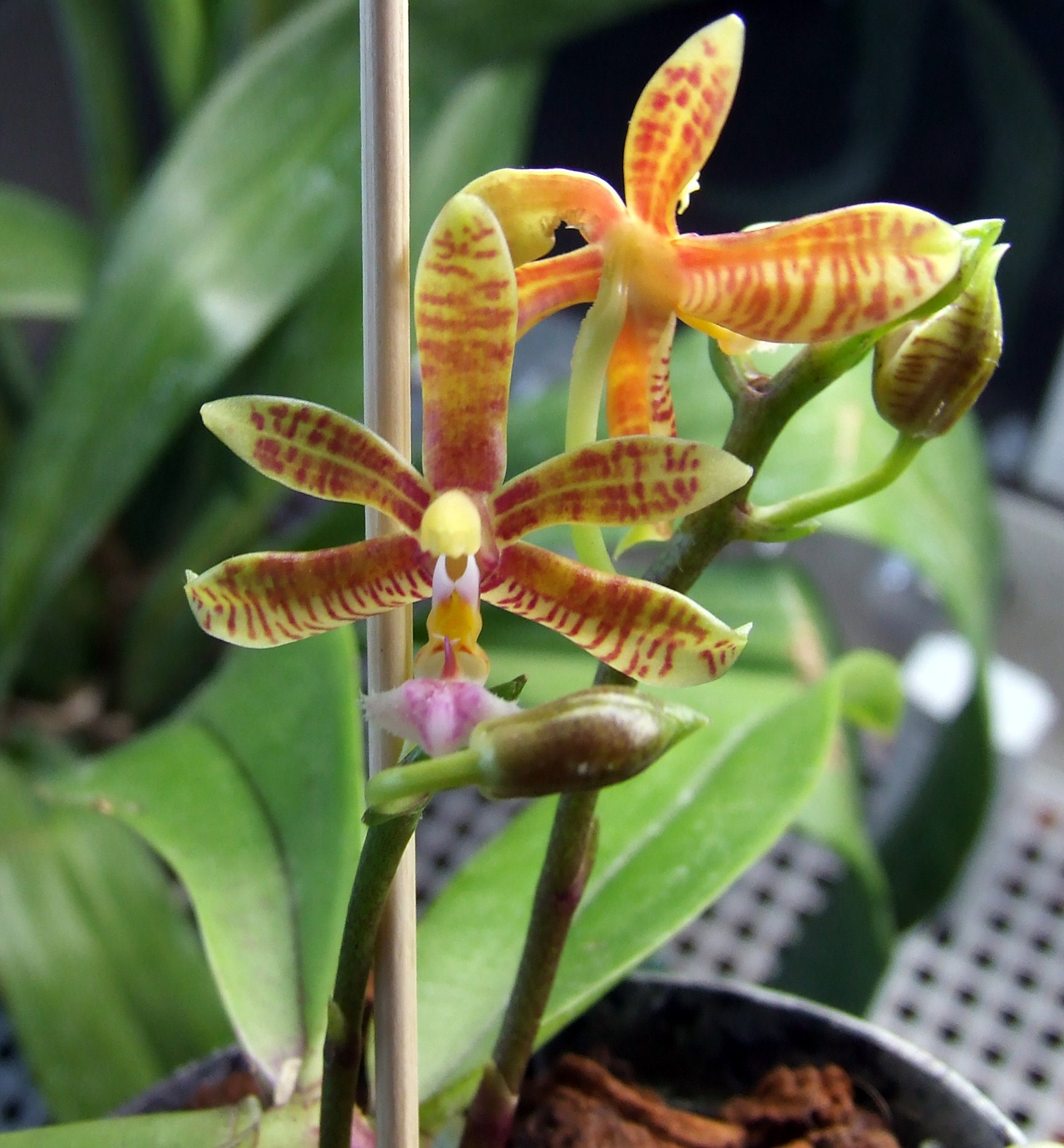
版纳蝴蝶兰植株